# 文图拉高速公路
文图拉高速公路（英語：Ventura Freeway）是南加州地区的高速公路命名，其西端是文图拉县、圣巴巴拉县的交界处，东端是帕萨迪纳。这条高速公路是穿越文图拉县最主要的高速公路。其西端到其与好莱坞高速公路的交流道之间的路段在编号系统里为101号美国国道，而从那里继续向东直到帕萨迪纳的路段则被编为134号加利福尼亚州州道。